# Boomerang Glacier
Boomerang Glacier är en glaciär i Antarktis. Den ligger i Östantarktis. Nya Zeeland gör anspråk på området. Boomerang Glacier ligger 593 meter över havet.
Terrängen runt Boomerang Glacier är kuperad åt nordost, men åt sydväst är den bergig. Terrängen runt Boomerang Glacier sluttar söderut. Trakten är glest befolkad. Närmaste befolkade plats är Enigma Lake Station, 18,6 kilometer söder om Boomerang Glacier.